# Didihat
Didihat là một thị xã và là một nagar panchayat của quận Pithoragarh thuộc bang Uttaranchal, Ấn Độ.

## Nhân khẩu
Theo điều tra dân số năm 2001 của Ấn Độ, Didihat có dân số 4805 người. Phái nam chiếm 55% tổng số dân và phái nữ chiếm 45%. Didihat có tỷ lệ 79% biết đọc biết viết, cao hơn tỷ lệ trung bình toàn quốc là 59,5%: tỷ lệ cho phái nam là 84%, và tỷ lệ cho phái nữ là 75%. Tại Didihat, 12% dân số nhỏ hơn 6 tuổi.